# ستيف أوغدن
ستيف أوغدن (بالإنجليزية: Steve Ogenn)‏ هو سياسي أمريكي، ولد في 21 سبتمبر 1950. حزبياً، نشط في الحزب الجمهوري. وقد انتخب عضو مجلس نواب تكساس وانتخب عضو مجلس ولاية تكساس.